# Karel Valach
Karel Valach (26. ledna 1918 Kroměříž – 23. června 1941 Nieuwe Niedorp) byl český palubní střelec 311. československé bombardovací perutě.

## Život

### Před druhou světovou válkou
Karel Valach se narodil 26. ledna 1918 v Kroměříži v rodině Hynka a Augusty Valachových, jeho rodina se následně přestěhovala na Slovensko. Prezenční vojenskou službu nastoupil v roce 1936 k letectvu.

### Druhá světová válka
Po rozpadu Československa v březnu 1939 se Karel Valach stal příslušníkem nově vzniklého slovenského armádního letectva. Dne 7. června 1939 se stal jedním z protagonistů úletu osmi armádních letců z Piešťan do polského Dęblinu, Karel Valach společně s Jozefem Káňou ve stroji Letov Š-328.344. Vstoupil do polského letectva, po pádu Polska v září 1939 se přesunul do Francie, kde se přihlásil do Československé armády v zahraničí. Po pádu Francie v červnu 1940 se evakuoval do Spojeného království. Zde byl přijat do Royal Air Force a po absolvování výcviku na palubního střelce přičleněn k 311. československé bombardovací peruti. V roce 1940 se oženil s Dorren F. Todd, syn Charlie se narodil až po smrti otce. Dne 23. června byl členem posádky stroje Vickers Wellington B Mk.Ic T2990 KX-T, který byl během návratu z náletu na Brémy sestřelen letounem Messerschmitt Bf 110 pilotovaným Egmontem Prinzem zur Lippe-Weißenfeld. Pouze velitel stroje Vilém Bufka se zachránil na padáku a padl do zajetí. Ostatní členové posádky zahynuli po zřícení letadla u holandského Nieuwe Niedorpu.

### Po druhé světové válce
Těla Karla Valacha a ostatních zůstala pohřbena v troskách letounu, které se zaryly do zemského povrchu. V roce 1989 byl místo upraveno do podoby válečného hrobu. V roce 2022 byly trosky vyzvednuty a ostatky letců pohřbeny na britském válečném hřbitově v Bergen op Zoom.

## Ocenění

### Vyznamenání
- Kříž za chrabrost (Polsko)
- 2x Československý válečný kříž 1939
- Československá medaile Za chrabrost před nepřítelem
- Pamětní medaile československé armády v zahraničí

### Posmrtná ocenění
- Karel Valach byl v roce 1991 in memoriam povýšen do hodnosti podplukovníka